# Nichols, Wisconsin
Nichols là một làng thuộc quận Outagamie, tiểu bang Wisconsin, Hoa Kỳ. Năm 2006, dân số của làng này là 307 người.